# Fritz Plösser
Fritz Plösser (* 12. August 1970) ist ein ehemaliger deutscher Boxer.

## Werdegang
Plösser bestritt zwischen Februar 1994 und Dezember 1997 neun Kämpfe als Berufsboxer, von denen er sechs gewann. Im Juli 1996 sicherte sich der Ravensburger durch einen Sieg gegen Gerhard Schoberth den deutschen Meistertitel im Halbschwergewicht. Plösser gewann den in Frankfurt am Main ausgetragenen Kampf vorzeitig. Bei seiner ersten Titelverteidigung im November 1996 gegen Wieland Beust verlor er. In seinem letzten Auftritt als Berufsboxer unterlag Plösser im Kampf um die deutsche Cruisergewichtsmeisterschaft.
Auch sein Bruder Jens war Berufsboxer, beide saßen zeitweilig in Haft. Nach seiner Zeit als Boxer blieb Fritz Plösser dem Sport als Trainer verbunden.